# اسپیتا (یوکاتان)
اسپیتا (به اسپانیایی: Espita) یک منطقهٔ مسکونی در مکزیک است که در Espita Municipality واقع شده‌است. اسپیتا ۶٫۴۷ کیلومتر مربع مساحت و ۱۱٬۵۵۱ نفر جمعیت دارد و ۲۷ متر بالاتر از سطح دریا واقع شده‌است.